# Вілья-Клара (провінція)
Вілья-Клара (ісп. Provincia de Villa Clara) — провінція Куби з центром у місті Санта-Клара. Розташована у центральній частині острова, межує з Атлантикою на півночі, провінцією Матанзас на заході, Санкті-Спіритус на сході та Сьєнфуегос на півдні.

## Історія
Провінції Сьєнфуегос, Санкті-Спіритус та Вілья Клара були колись частинами не існуючої зараз провінції Лас-Вільяс, проте і сьогодні провінцію Вілья Клара деколи називають коротким Лас-Вільяс. Санта-Клара, колись головне місто всій провінції Лас-Вільяс, тепер є столицею лише області Вілья Клара.

## Муніципалітети

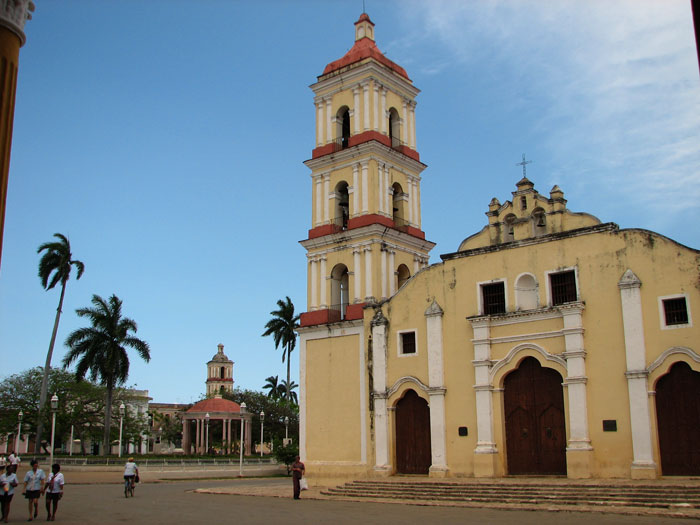
Головна Плаза в Ремедіос

| Муніципалітет     | Населення (2004) | Площа (км²) | Розташування                                                          | Примітки          |
| ----------------- | ---------------- | ----------- | --------------------------------------------------------------------- | ----------------- |
| Сайбарієн         | 38 064           | 212         | 22°30′57″ пн. ш. 79°28′20″ зх. д. / 22.51583° пн. ш. 79.47222° зх. д. |                   |
| Камахуані         | 63 544           | 614         | 22°28′5″ пн. ш. 79°43′25″ зх. д. / 22.46806° пн. ш. 79.72361° зх. д.  |                   |
| Сіфуентес         | 33 391           | 512         | 22°37′15″ пн. ш. 80°03′57″ зх. д. / 22.62083° пн. ш. 80.06583° зх. д. |                   |
| Корралілло        | 27 571           | 843         | 22°59′9″ пн. ш. 80°34′58″ зх. д. / 22.98583° пн. ш. 80.58278° зх. д.  |                   |
| Енкрусіяда        | 33 641           | 345         | 22°37′2″ пн. ш. 79°51′58″ зх. д. / 22.61722° пн. ш. 79.86611° зх. д.  |                   |
| Манікарагуа       | 73 370           | 1063        | 22°09′1″ пн. ш. 79°58′34″ зх. д. / 22.15028° пн. ш. 79.97611° зх. д.  |                   |
| Пласетас          | 71 837           | 601         | 22°18′58″ пн. ш. 79°39′19″ зх. д. / 22.31611° пн. ш. 79.65528° зх. д. |                   |
| Квемадо-де-Гвінес | 22 590           | 338         | 22°47′24″ пн. ш. 80°15′21″ зх. д. / 22.79000° пн. ш. 80.25583° зх. д. |                   |
| Ранчуело          | 59 062           | 556         | 22°20′10″ пн. ш. 80°06′46″ зх. д. / 22.33611° пн. ш. 80.11278° зх. д. |                   |
| Ремедіос          | 46 482           | 560         | 22°29′32″ пн. ш. 79°32′44″ зх. д. / 22.49222° пн. ш. 79.54556° зх. д. |                   |
| Сагуа-ла-Гранде   | 56 097           | 661         | 22°48′32″ пн. ш. 80°04′15″ зх. д. / 22.80889° пн. ш. 80.07083° зх. д. |                   |
| Санта-Клара       | 237 581          | 514         | 22°24′20″ пн. ш. 79°57′14″ зх. д. / 22.40556° пн. ш. 79.95389° зх. д. | Столиця провінції |
| Санто-Домінго     | 53 840           | 883         | 22°35′1″ пн. ш. 80°14′18″ зх. д. / 22.58361° пн. ш. 80.23833° зх. д.  |                   |

Джерело: перепис населення 2004 року. Площа від муніципального перерозподілу 1976 року.

## Демографія
У 2004 році, населення провінції Вілья-Клара становило 817,070 чоловік. З загальною площею 8,412.41 км², щільність населення 97.1 ос./км².

## Релігія
- Санта-Кларська діоцезія Католицької церкви.
- Сьєнфуегоська діоцезія Католицької церкви.